# アル・サッド
アル・サッド・スポーツクラブ（アラビア語: نادي السد الرياضي, 英語: Al-Sadd Sports Club）は、カタールの首都ドーハをホームタウンとする、総合スポーツクラブ。

## 概要
豊富な資金を元に、総合スポーツクラブ『アル・サッドスポーツクラブ』として、サッカーやフットサル、ハンドボール、陸上競技、バスケットボール、卓球、水泳、バレーボールといった各種スポーツ活動の他、文化活動などを行っている。ホームタウンはドーハである。
クラブのスローガンとして白が導入されたが、後から黒も加わり、現在、クラブフラッグは白と黒で表されている。
通称：Al Zaeem (The Boss) 、Al Dheeb (The Wolf)である。サッカー部門が特に知られており、カタールプロサッカーリーグ（カタール・スターズリーグ）に加盟するプロサッカークラブ。アル・サッドSCは獲得タイトル数ナンバー1を誇るカタールを代表するサッカー強豪クラブ。
ドーハの学生達によって1969年10月21日に設立された。ロマーリオ、フランク・ルブーフ、アリ・ダエイら世界的なスター選手が主に選手生活終盤に在籍した。現在もなお、世界的なスター選手たちが現役最後のクラブとして加入し続けている。
アラビア語では発音同化が起こるためアッ＝サッドと読まれるが、日本語では「アル・サッド」という当て字が一般的で「アルサド」と表記されることもある。

## 歴史

### 1969年-1980年 クラブ創設でチームの始まり
1969
ドーハの学生たちが数クラブから入団を拒否されたため、新たなクラブ創設を決意し、青少年スポーツ省の長カースィム・ビン・ハマド・アール＝サーニーに申し出た。カースィム・ビン・ハマド・アール＝サーニーは同意して、同年10月21日、クラブが設立された。
1971-72
クラブはカタール・スターズリーグ（以下、リーグと表記）で初優勝し、初タイトルを獲得した。アル・アラビとアル・ラーヤンと共に、多くのカタールリーグのトロフィーとエミールカップを獲得し、70年代と80年代のカタールサッカーを席巻した。ユーセフ・サードは創設以来のクラブに正式にアル・サッドの入団をする史上初のプロ選手だった。
1973–74
リーグで2回目の優勝。1974年にアル・サッドはまだ始まったばかりであったが、14人もの選手を移籍させた。
1977–78
シェイク・ジャシムカップを1977年から1978年に開催された第1回とその後2年間でそれをさらに2回を獲得した。1978年から1979年には、クラブはリーグとカップを獲得し、最初の国内のダブルを達成することに成功した。
1978–79
リーグで3回目の優勝。シェイク・ジャシムカップも制した。

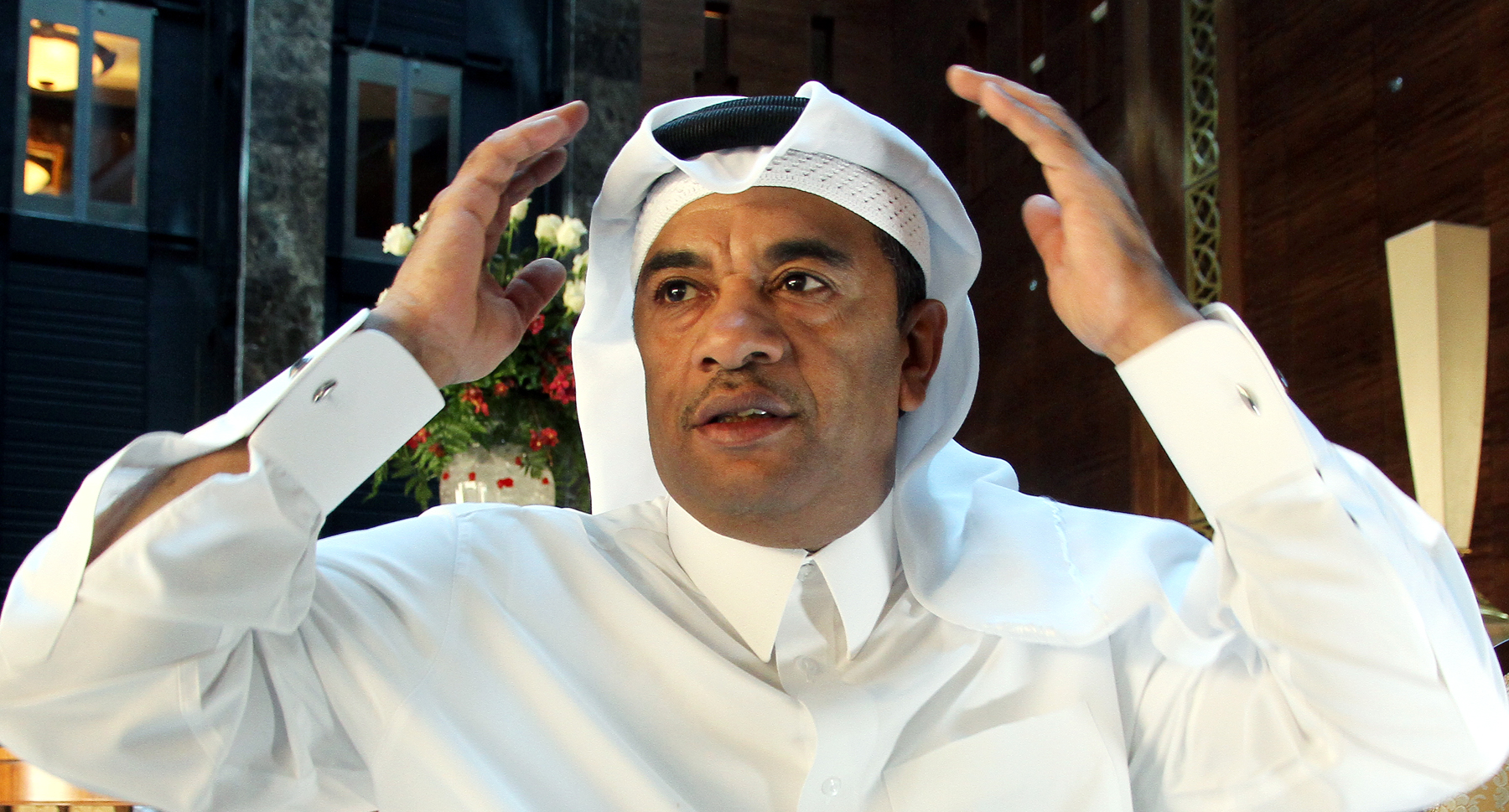
バドル・ビラルは1979年から1991年までクラブでプレーした

1979–80
リーグで4回目の優勝し、2連覇となった。

### 1980年–2000年 最初の国際的な成功
1980–81
リーグで5回目の優勝。
1983-84
リーグは4勝3分5敗で7チーム中5位でシーズンを終了。
1984-85
リーグは3勝5分4敗で7チーム中5位でシーズンを終了。
1986-87
リーグで6回目の優勝。
1987-88
リーグで7回目の優勝し、2連覇達成。
1988-89
リーグで8回目の優勝し、3連覇となる。
1991-92
リーグは9勝4分3敗で9チーム中3位でシーズンを終了。
1995-96
リーグは9勝7分で9チーム中4位でシーズンを終了。
1996-97
リーグは7勝6分3敗で9チーム中5位でシーズンを終了。
1997-98
リーグは7勝5分4敗で9チーム中3位でシーズンを終了。
1998-99
リーグは10勝3分3敗で9チーム中3位でシーズンを終了。
1999-00
リーグは12勝2分2敗で9チーム中1位で9回目の優勝。

### 2000年–2010年 新しい世紀、新たな可能性
2000-01
リーグは7勝3分6敗。9チーム中6位でシーズンを終了。
2001-02
リーグは7勝4分5敗。9チーム中4位でシーズンを終了。
2002-03
リーグは9勝4分5敗。10チーム中2位でシーズンを終了。
2003-04
リーグは13勝3分2敗。10チーム中1位で10回目の優勝。
2004-05
リーグは9勝7分11敗。10チーム中7位でシーズンを終了。
2005-06
リーグは16勝4分7敗。10チーム中1位で11回目の優勝。
2006-07
リーグは17勝4分6敗。10チーム中1位で12回目の優勝し、2連覇達成。
2007-08
リーグは16勝5分6敗。10チーム中2位でシーズンを終了。
2008-09
今シーズンから正式にプロ化し、15勝9分3敗。10チーム中2位でシーズンを終了。
2009-10
リーグは15勝5分2敗。12チーム中2位でシーズンを終了。

### 2010年-2012年 第2のフォサッティ時代
2010-11

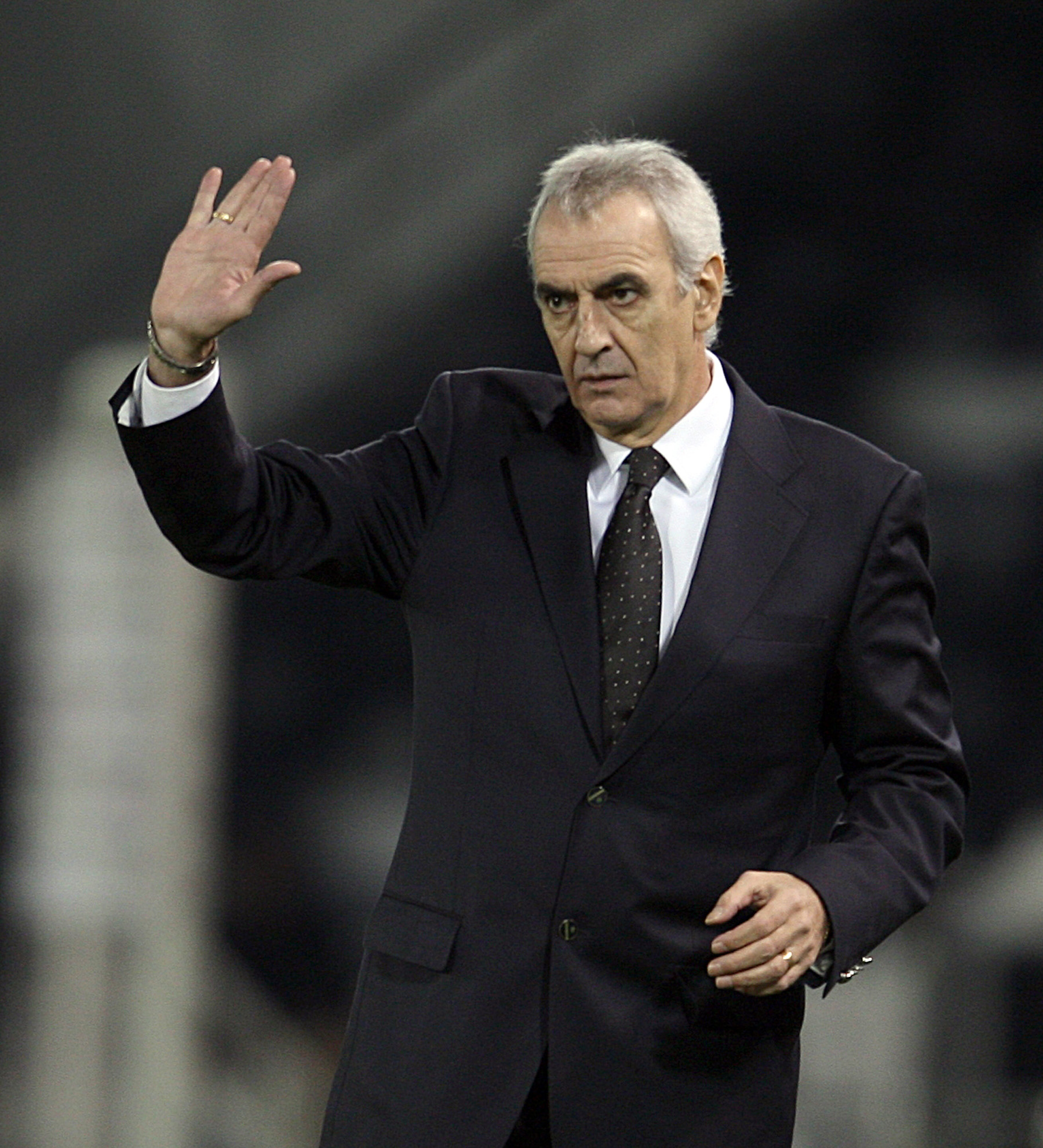
2010年から2012年まで指揮官をしたホルヘ・フォサッティ

ウルグアイ人のホルヘ・フォサッティが2007年以来2回目の監督に就任した。ガラタサライからアブドゥル・カデル・ケイタを移籍金800万ユーロ（約8億8000万円）で獲得した。
AFCチャンピオンズリーグの本戦をかけてプレーオフ準決勝からアル・サッドは出場した。2月12日、AFCチャンピオンズリーグ2011のプレーオフ準決勝ホームでシリアのアル・イテハド・アレッポと戦い5-1で勝利した。2月19日にはAFCチャンピオンズリーグ2011のプレーオフ決勝で本戦出場をかけてホームでインドのデンポSCと戦い2-0で勝利し、8回目の本戦出場を果たした。
8回目の出場となったAFCチャンピオンズリーグ2011の予選でアル・ナスル、エステグラル、パフタコールのグループBを2勝4分で首位通過して決勝トーナメントに進出した。
ACL2011のラウンド16でアル・シャバブと対戦した。ホームでの一発勝負を1-0で勝利し準々決勝に進出した。
カタール・スターズリーグは11勝3分8敗で12チーム中6位でシーズンを終了した。アミールカップは準々決勝でアル・ガラファに1-3で敗れて敗退した。AFCチャンピオンズリーグ2012の出場権を逃した。
2011年9月6日、フェネルバフチェSKからセネガル代表のママドゥ・ニアンを750万ユーロで獲得した。

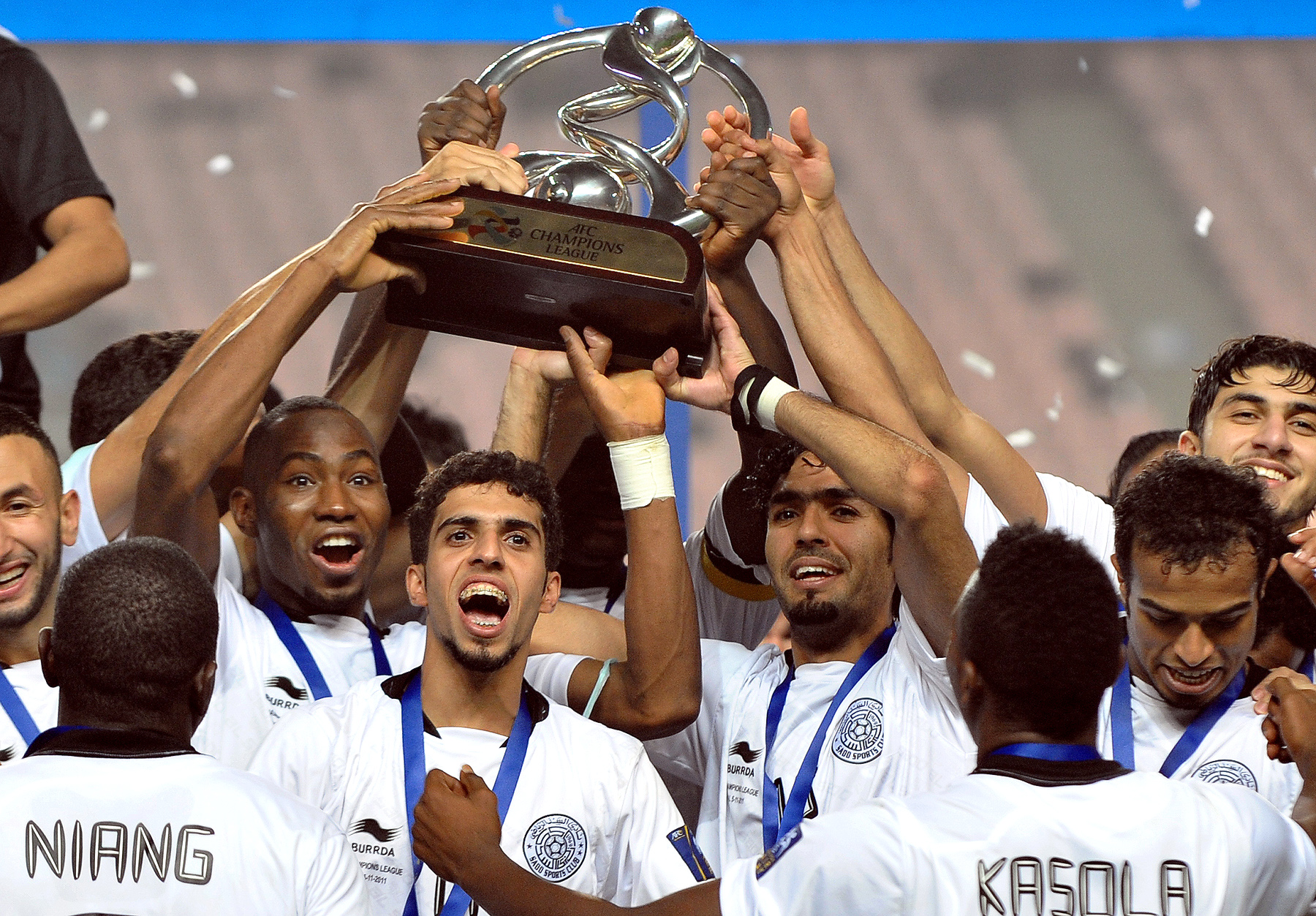
アル・サッドがAFCチャンピオンズリーグ2011で2回目のACL優勝

ACL2011の準々決勝でセパハンと対戦した。アウェイの第1戦を0-1で敗れたが、試合後にこの試合に出場したゴールキーパーが出場停止処分を受けている間であったことが発覚したため、没収試合（アル・サッドの3-0での勝利扱い）とされた。ホームでの第2戦は1-2で敗れたが合計スコア4-2で準決勝に進出した。準決勝で水原三星ブルーウィングスと対戦した。アウェイの第1戦を0-2で勝利した。この試合は負傷選手の治療のために水原の選手がボールをタッチラインに蹴りだしたのだが、アルサッドは即座にスローインしてプレイを再開。水原の選手があっけにとられる間にゴールを決めたことが問題となり口論にまで及んだ。ホームの第2戦は0-1で敗れたが合計スコア2-1で決勝に進出した。結果的に第1戦のアウェーゴールが決勝点となった。決勝で全北現代モータースと対戦した。全州ワールドカップ競技場で完全アウェイの中行われた一発勝負を2-2(PK戦で2-4)で勝利し、アル・サッドは前身の一つでもあるアジアクラブ選手権1988-89以来22大会ぶり2回目のAFCチャンピオンズリーグ優勝を果たした。
カタール勢としては初めてFIFAクラブワールドカップ2011にAFC代表として初出場し、準々決勝でエスペランス・チュニス(チュニジア)に2-1で勝利して準決勝に進出した。準決勝でバルセロナ(スペイン)に0-4で敗れたが、3位決定戦で柏レイソル(日本)に0-0(PK戦で3-5)で勝利し、大会3位を達成した。
2011-2012
AFCチャンピオンズリーグ2012は前年度優勝枠がなく出場できなかった。
カタール・スターズリーグは10勝6分6敗で12チーム中4位でシーズンを終了した。
2012年5月19日、ACL2011で優勝に導いたホルヘ・フォサッティ監督が契約満了で退任した。アブドゥル・カデル・ケイタが退団した。

### 2012年-2015年 白い巨人とブラウ・グラナのレジェンド
2012-13
2012年5月13日、レアル・マドリードの歴代最多出場記録を持つラウル・ゴンサレスが1年契約で加入した。さらにその翌月には、かつてアル・サッドでプレーしてリーグ得点王も経験し、それまでクラブのテクニカルディレクターの立場にあったフセイン・アモータが新監督に就任した。
アモータとラウルが率いるアル・サッドは最初の9試合で全勝し、それまでアル・ガラファが保有していた7連勝の記録を打ち破って最高のスタートを切った。チームはその勢いのままカタール・スターズリーグを16勝3分3敗の成績で5年ぶり13回目の優勝を達成し、AFCチャンピオンズリーグ2014の出場権を獲得した。
2013-14

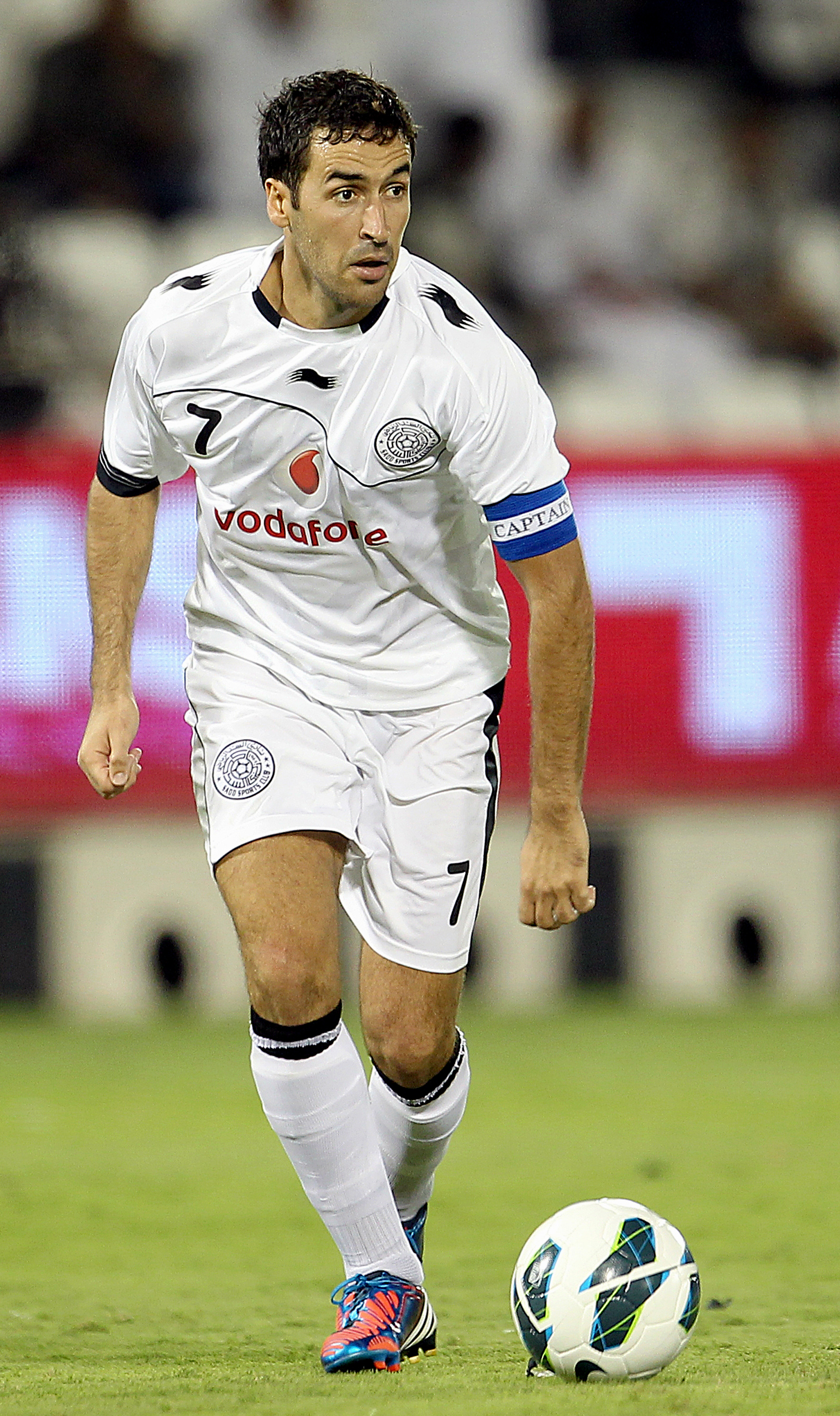
アル・サッドでプレーするラウル(2012)

2013年8月22日、アル・サッドはサンティアゴ・ベルナベウ杯に招待され、レアル・マドリードと対戦した。この試合でラウルは前半はレアル・マドリードの選手、後半はアル・サッドの選手として試合に出場している。なお、試合はラウルのゴールを含む0-5で敗れた。
リーグ連覇が期待された2013-14シーズンのリーグ戦は13勝8分5敗で14チーム中3位でシーズンを終えるも、シェイク・ジャシムカップのタイトルとACL2015プレーオフからの出場権を獲得した。
2014-15
カタール・スターズリーグは2月の第19節でミカエル・ラウドルップ率いるレフウィヤSC(現在のアル・ドゥハイルSC) との直接対決に敗れたことで彼らに首位の座を明け渡してしまい、17勝6分3敗で14チーム中2位で終了した。
ACL2015はプレーオフ突破とグループステージを2位で勝ち抜いたが、決勝トーナメントでまたしてもレフウィヤSCに敗れてベスト16止まりとなった。一方、アミールカップ2015を制したことで来季のAFCチャンピオンズリーグ2016はプレーオフラウンドから参加することになった。
2015年5月21日にはFCバルセロナの退団を発表していた元スペイン代表シャビ・エルナンデスが2015-16シーズンからチームに加わることが発表された。

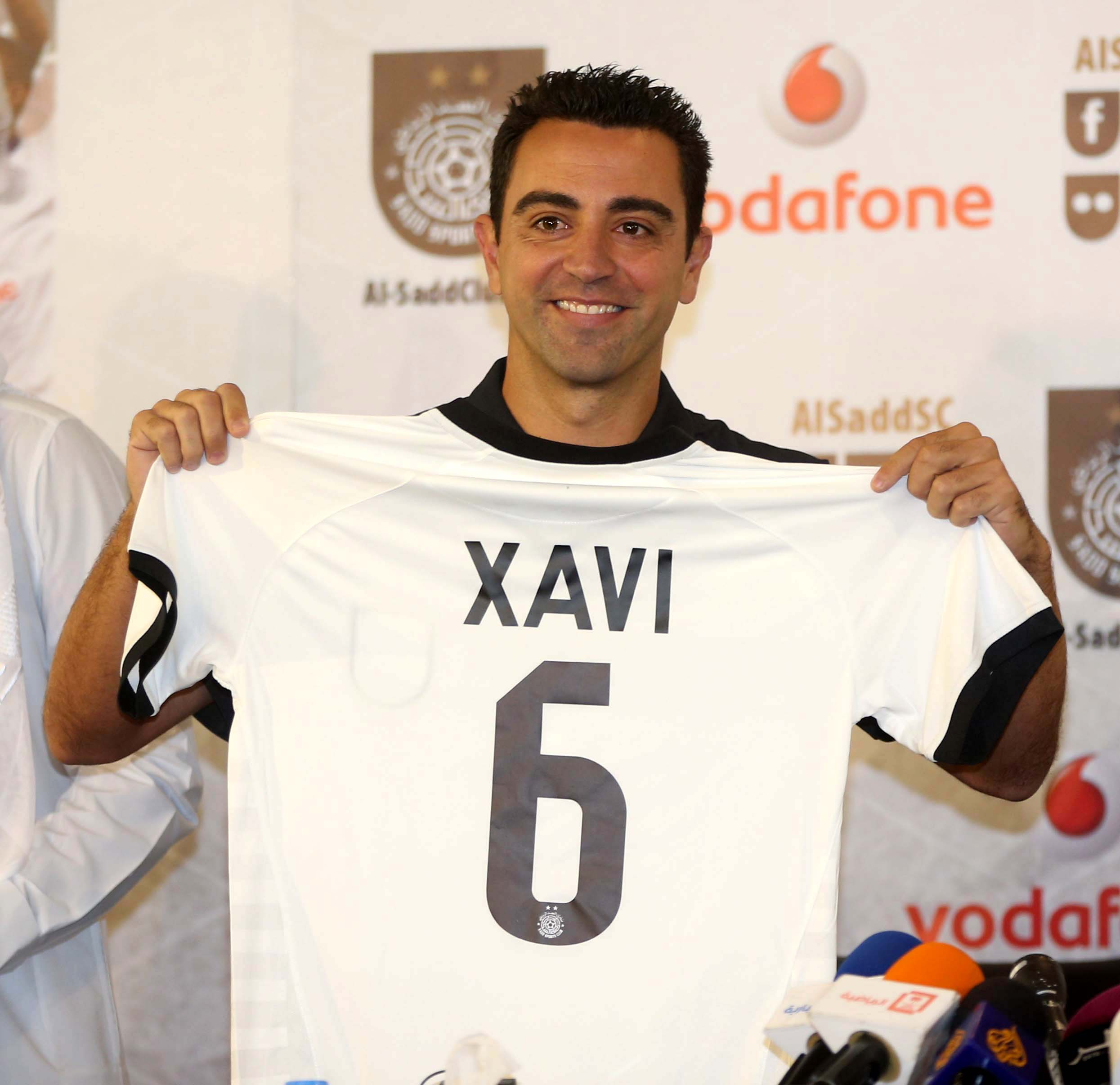
アル・サッドに加入したシャビ・エルナンデス

### 2015-2019 無冠を乗り越えた先の爆発
2015-16
2015年9月からはシャビが公式戦でプレーするも、11月27日に2013-14シーズンと2014-15シーズンのリーグタイトルを奪われたレフウィヤSC(現在のアル・ドゥハイルSC)と対戦して2-4で敗戦した。度重なる敗戦に痺れを切らしたクラブは、この試合後にアモータを解任。アモータ体制にピリオドを打った。
シーズン途中でアモータの解任を決断したクラブは、ポルトガル人監督のジェズアウド・フェレイラを招いて巻き返しを図った。2016年5月27日、チームはAFCチャンピオンズリーグ2016のプレーオフでUAEのアル・ジャジーラと対戦するがPK戦の末に敗退。さらに、冬に合流したアルジェリア代表のバグダード・ブーンジャーも負傷により出遅れてしまい、最終的にリーグ戦を3位で終えて2011-12シーズン以来の無冠となった。
2016-17
このシーズンはフェヘイラの攻守にメリハリをつけた戦術やバグダード・ブーンジャーの完全復帰とシャビの巧みなゲームメイクによりチームは復調し始める。ブーンジャーは公式戦19試合に出場しチーム最多となる24ゴール6アシスト、シャビは25試合に出場して9ゴール11アシストの活躍でチームを牽引した。守備面でも大きく改善され、チームの守護神サアド・アッ＝シーブらの活躍によってリーグ戦での失点数を23に抑えてフェレイラ率いるアル・サッドは2016-17シーズンのQSLにおいて最も失点が少ないチームとなった。リーグ優勝は惜しくも勝ち点が2つ届かず2位だったものの最終的な勝ち点は前年の47から61に大きく伸ばした。
ACL2017では、プレーオフラウンドでイランのエステグラルFCと対戦。PK戦まで縺れ込むも、相手GKメフディー・ラフマティーのファインセーブによって敗退してしまう。

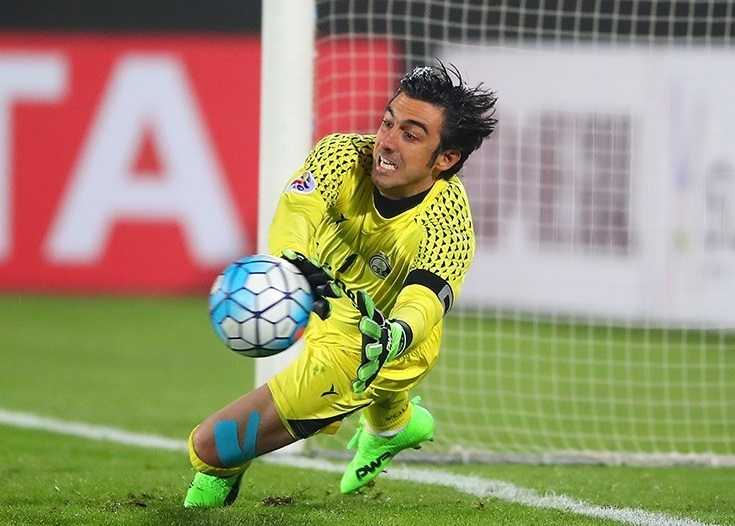
アル・サッドのシュートを止めるラフマティー

ACLとリーグタイトルは逃したが、アミールカップとカタール・カップを制したこと、何よりも前年からチームを大きく改善させたことが評価され、フェレイラはこの年のQFAアワーズ最優秀監督賞を受賞した。
2017-18
2017年11月、チームの得点源だったバグダード・ブーンジャーが脛骨を骨折して2ヶ月以上の離脱を余儀なくされる。エースを失ったチームはそれまでウイングでプレーしていたジュグルタ・ハムルンを中央に置くことでリーグ戦を無敗で乗り切ったが、負け知らずだったのは宿敵アル・ドゥハイルSCも同じだった。この年、アル・ドゥハイルは史上初の無敗優勝とアミールカップ、カタール・カップを制して国内3大タイトルを網羅する。
国内シーズン終了後にはヴィッセル神戸から韓国代表のチョン・ウヨンと、アトレティコ・マドリードでキャプテンマークも巻いたガビを獲得して来季に望みを託した。
ガビら新戦力の加入登録も済んだACL2018決勝トーナメントでは7年ぶりのベスト4進出まで善戦したが、シーズンを終えてみればアル・サッドが獲得したタイトルはシーズン序盤の2017年9月に獲得したシェイク・ジャシムカップのみだった。
2018-2019

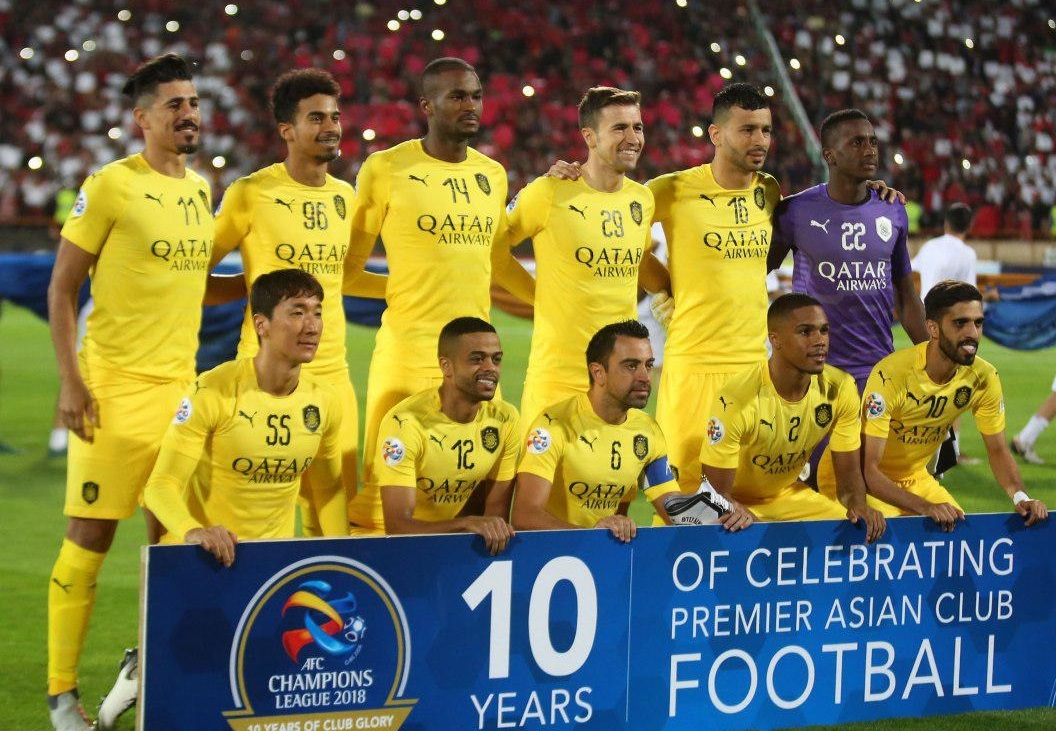
ACL2018ではイラン王者のペルセポリスFCと対戦

中盤の選手2人を補強して再起を図った2018-19シーズンのリーグ戦、開幕節ではブーンジャーがハットトリックを達成。さらにブーンジャーは第2節でダブルハットトリック以上の活躍となる7得点を決め、チームは7試合無敗をキープする。
ブーンジャーの躍動のみならず、スペインやベルギーで修行を積んだアクラム・アフィーフが覚醒する。開幕から2試合連続でドッペルパックを達成。その後もゴールネットを揺らし続けアル・ガラファ戦ではブーンジャーと共にハットトリックを達成する。
好調を維持したままホームで迎えた首位アル・ドゥハイルSCとの直接対決でもシャビ、ガビの元スペイン代表2人を筆頭に3-1の勝利を収めて首位奪回する。アフィーフはその後のリーグ戦で2度のハットトリックを達成し勝ち点を増やしていった。
一方、首位の座を奪われたアル・ドゥハイルも2019年冬にメディ・ベナティアと中島翔哉をチームに迎える。ベナティアと中島が先発したアウェイのアル・ドゥハイル戦、1-2で試合を終えるかと思いきや、後半アディショナルタイムに相手のオウンゴールを誘発して2-2で首位の座を死守した。
攻撃陣の躍動が目立ったチームはリーグ戦だけで100得点をあげ、18勝3分1敗の成績で6年ぶりにリーグトロフィーを掲げた。これらの活躍によってアフィーフはQFAアワーズ2019の年間最優秀選手賞を受賞。フェヘイラも最優秀監督賞を受賞し、ブーンジャーはリーグ戦39ゴールを記録してマンスール・ムフタ賞を受賞した。
リーグ優勝した翌月、シャビは今シーズン限りでの引退と指導者になることを表明する。5月20日に行われたACL2019ペルセポリスFC戦でシャビは現役生活に幕を下ろすと共に、2015年から指揮したフェヘイラも2019年6月末で退任した。

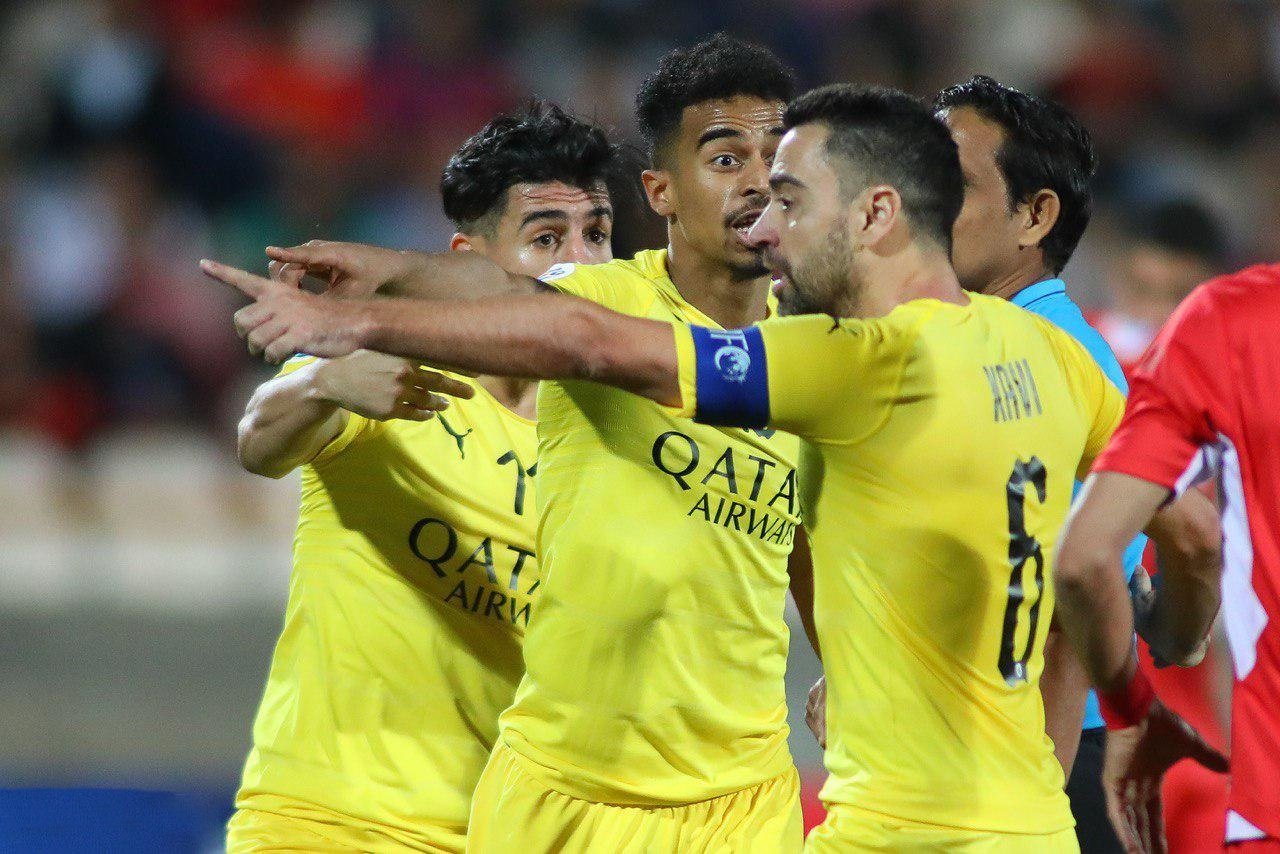
シャビにとって現役最後の試合となったペルセポリスFC戦

### 2019-2021 Tiki-Takaの継承
2018-19
数試合を残したままクラブを去ったフェヘイラの後任となったのは、現役を退いたばかりのシャビだった。新指揮官のシャビはフェヘイラと同様4-2-3-1をベースとし、8月6日のACL2019決勝トーナメントのアル・ドゥハイル戦から指揮を執って最終的にベスト4まで進出した。
2019-20
シャビ率いるアル・サッドはリーグ前哨戦のシェイク・ジャシムカップを制してシャビに監督としての初タイトルをもたらした。
アル・サッドは2018-19シーズンにリーグ優勝したことにより、この年にカタールで開催されるFIFAクラブワールドカップ2019の出場権を得ていた。初戦ヤンゲン・スポールは延長戦に持ち込まれるも3-1で勝利。北中米カリブ王者のCFモンテレイとは2-3で敗れたため5位決定戦に回った。5位決定戦ではアル・ヒラルに敗れたアフリカ大陸王者のエスペランスと対戦するが2-6で負けたため大会6位という結果に終わった。
クラブW杯は望んでいた結果ではなかったが、翌月のカタール・カップでは準決勝アル・ラーヤンに4-1、決勝相手のアル・ドゥハイルに4-0と圧勝し7度目の優勝を果たした。
ところが、その後新型コロナウイルス (COVID-19) 感染症の影響により、2020年3月から7月までリーグ戦を含む全試合が延期。ACL決勝トーナメントもホームアンドアウェー2回戦制から、集中開催の1回戦制に変更された。中断している間、キャプテンとしてチームを牽引していたガビが6月末に現役引退を迎えた。これらの影響もあってかリーグ戦は3位でフィニッシュし、一発勝負のACLペルセポリスFC戦は0-1で落としたためベスト16で敗退する。
9月末の時点で獲得したタイトルはシェイク・ジャシムカップとカタール・カップのみだが、その後の2020-21シーズン期間中に延期となっていたカタール・スターズカップ2020とアミールカップ2020を優勝したため、記録上この年はカップ戦4つのタイトルを獲得した。
2020-21

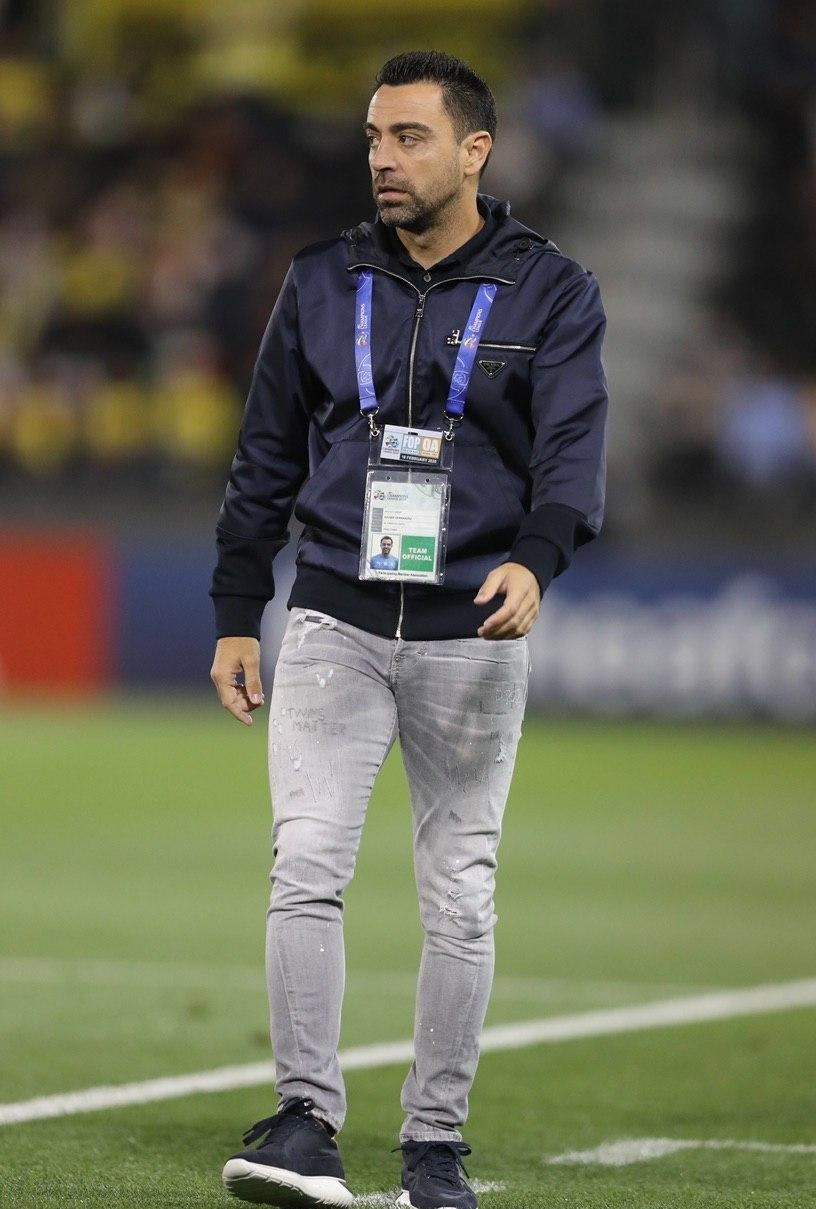
アル・サッドを率いるシャビ(2020年)

2020年夏の移籍市場では、ガビが抜けて以降不安定だった中盤を補強すべくアル・ラーヤンからQFAアワーズ最優秀選手賞の獲得経験もあるロドリゴ・タバタを、ビジャレアルからサンティ・カソルラをそれぞれフリーで獲得。さらに、中盤の守備の要としてギリェルミをオリンピアコスから獲得した。
3人のMFが加入したことによりシステムのバリエーションが増えた。シャビ就任以前から頻繁に使用していた4-2-3-1や4-3-3に加え、守備的MF2人とカソルラやタバタらをインサイドハーフに置いたMF4人が台形の形をとる3-4-3で試合の主導権を握ろうとした。攻撃時に両サイドの選手は相手のDF同士の間隔を広げるように非常にワイドで高い位置でボールを受け取り、守備時にはギリェルミが1列下がってCBのポジションをとる4-3-3、とりわけ引いて守る相手に対してはCB1人を残して他の2人がSBやWBのように動く1-2-4-3で数的有利とハイプレスを仕掛けることで相手陣内でのボール奪取とポゼッションを高めた。
こうした数的有利を意識して試合をコントロールするシャビの戦術により、アル・サッドはリーグ戦19勝3分の無敗優勝に加えて、カタール・カップとアミールカップも制覇して国内3冠を達成。攻撃の中心だったカソルラはQFAアワーズ2021最優秀選手賞を受賞、シャビは最優秀監督賞、ブーンジャーはマンスール・ムフタ賞を受賞した。
一方ACL2021では、昨シーズンまでなら決勝トーナメントに進出できるグループリーグ2位だったものの、大会フォーマットが変更されたことによりグループリーグ敗退となった。
シーズン終了後、契約満了を迎えたシャビはカタールの地を去り、以前から噂があったバルセロナの監督に就任すると思われた。しかし、5月20日にアル・サッドはシャビと2023年まで契約を延長することを発表した。
2021-22
夏の移籍、シャビの下でインサイドハーフや左ウイングを務めたナム・テヒが退団するが、その代役としてスウォンジー・シティからアンドレ・アイェウをフリーで獲得。前のシーズンで国内3冠を達成したチームはこれまで通り3-4-3を基本にして連勝を重ねていく。
10月27日、当時バルセロナの監督だったロナルド・クーマンが解任されたことにより契約延長したばかりのシャビの去就が再注目され、当初クラブはシャビの退任報道を否定するも11月5日にシャビのバルセロナ帰還に合意したことを発表した。

### 2021- Tiki-Takaのためのスペイン人監督
2021-22
クラブがシャビの後任として選んだのは同じスペイン出身の監督だった。12月8日、半年前にバレンシアCFを解任されていたハビ・グラシアと1年契約を結んだことを発表した。
本来グラシアは4バックを好む監督であるが、チーム内に浸透していたシャビの3-4-3を踏襲したことで戦術面で大きな混乱を起こすことなく、史上初の2年連続リーグ戦無敗優勝を成し遂げた。ちなみに、就任会見時にグラシアは守備の強化を目標に掲げていたが、実際には同じ無敗優勝したリーグ戦だけ比べてみても、シャビ率いる2020-21シーズンの失点が1試合あたり0.64点(22試合で14失点)なのに対して、グラシアは1試合あたり0.77点(13試合で10失点)だった。
2022-23
2022年6月、スペインの名将ジョゼップ・グアルディオラが師と仰ぎ、マンチェスター・シティで同氏のアシスタントコーチに就いていたフアン・マヌエル・リージョを招聘する。。

## タイトル

### 国内タイトル
- カタール・スターズリーグ：18回
  - 1970-71, 1973-74, 1978-79, 1979-80, 1980-81, 1981-82, 1987-88, 1988-89, 1989-90, 2000-01, 2005-06, 2006-07, 2012-13, 2018-19, 2020-21, 2021-22, 2023-24, 2024-25
- アミールカップ：18回
  - 1975, 1977, 1982, 1985, 1986, 1988, 1991, 1994, 2000, 2001, 2003, 2005, 2007, 2014, 2015, 2017，2020，2021
- カタール・カップ（旧クラウンプリンスカップ）：6回
  - 1998, 2003, 2006, 2007, 2008, 2017
- シェイフ・ジャーシムカップ：15回
  - 1978, 1979, 1980, 1982, 1986, 1987, 1989, 1991, 1998, 2000, 2002, 2007, 2014, 2017, 2019
- カタールスターズカップ：3回
  - 2010-11，2019-2020

### 国際タイトル
- AFCアジアクラブ選手権：1回
  - 1989
- AFCチャンピオンズリーグ：1回 
  - 2011
- ガルフ・クラブチャンピオンズカップ：1回
  - 1991
- アラブ・クラブチャンピオンズカップ：1回
  - 2001

## 過去の成績
| シーズン | ディビジョン | ディビジョン | ディビジョン | ディビジョン | ディビジョン | ディビジョン | ディビジョン | ディビジョン | ディビジョン | ディビジョン | カタール・アミールカップ | クラウンプリンスカップ | シェイク・ジャシムカップ | アジア               | アジア                 |
| シーズン | リーグ       | 順位         | 点           | 試           | 勝           | 分           | 敗           | 得           | 失           | 差           | カタール・アミールカップ | クラウンプリンスカップ | シェイク・ジャシムカップ | アジア               | アジア                 |
| -------- | ------------ | ------------ | ------------ | ------------ | ------------ | ------------ | ------------ | ------------ | ------------ | ------------ | ------------------------ | ---------------------- | ------------------------ | -------------------- | ---------------------- |
| 2004-05  | QSL          | 7位          | 34           | 27           | 9            | 7            | 11           | 35           | 35           | 0            | 優勝                     | 予選敗退               | グループステージ敗退     | チャンピオンズリーグ | 準々決勝敗退           |
| 2005-06  | QSL          | 1位          | 52           | 27           | 16           | 4            | 7            | 48           | 32           | +16          | 準決勝敗退               | 優勝                   | 準決勝敗退               | チャンピオンズリーグ | グループステージ敗退   |
| 2006-07  | QSL          | 1位          | 55           | 27           | 17           | 4            | 6            | 52           | 29           | +23          | 優勝                     | 優勝                   | 優勝                     | チャンピオンズリーグ | グループステージ敗退   |
| 2007-08  | QSL          | 2位          | 53           | 27           | 16           | 5            | 6            | 54           | 38           | +16          | 準決勝敗退               | 優勝                   | 準決勝敗退               | チャンピオンズリーグ | グループステージ敗退   |
| 2008-09  | QSL          | 2位          | 52           | 27           | 15           | 9            | 3            | 60           | 25           | +35          | 準決勝敗退               | 準決勝敗退             | 準決勝敗退               |                      |                        |
| 2009-10  | QSL          | 2位          | 50           | 22           | 15           | 5            | 2            | 55           | 22           | +33          | 準決勝敗退               | 準決勝敗退             | 準決勝敗退               | チャンピオンズリーグ | グループステージ敗退   |
| 2010-11  | QSL          | 6位          | 36           | 22           | 11           | 3            | 8            | 32           | 26           | +6           | 準々決勝敗退             | 予選敗退               | 準決勝敗退               | チャンピオンズリーグ | 優勝                   |
| 2011-12  | QSL          | 4位          | 36           | 22           | 10           | 6            | 6            | 35           | 24           | +11          | 準優勝                   | 準優勝                 | グループステージ敗退     |                      |                        |
| 2012-13  | QSL          | 1位          | 51           | 22           | 16           | 3            | 3            | 47           | 23           | +24          | 準優勝                   | 準優勝                 | 準優勝                   |                      |                        |
| 2013-14  | QSL          | 3位          | 47           | 26           | 13           | 8            | 5            | 54           | 30           | +24          | 優勝                     | 準決勝敗退             | グループステージ敗退     | チャンピオンズリーグ | 準々決勝敗退           |
| 2014-15  | QSL          | 2位          | 57           | 26           | 17           | 6            | 3            | 68           | 35           | +33          | 優勝                     |                        | 優勝                     |                      |                        |
| 2015-16  | QSL          | 3位          | 47           | 26           | 13           | 8            | 5            | 54           | 38           | +16          | 準優勝                   |                        | 準優勝                   |                      |                        |
| 2016-17  | QSL          | 2位          | 61           | 26           | 18           | 7            | 1            | 77           | 23           | +54          | 優勝                     | 優勝                   |                          | チャンピオンズリーグ | プレーオフラウンド敗退 |
| 2017-18  | QSL          | 2位          | 49           | 22           | 16           | 1            | 5            | 68           | 25           | +43          |                          |                        | 優勝                     | チャンピオンズリーグ | グループステージ敗退   |

## 現所属メンバー
2022年9月28日現在
注：選手の国籍表記はFIFAの定めた代表資格ルールに基づく。
| No. | Pos. |              | 選手名                       |
| --- | ---- | ------------ | ---------------------------- |
| 1   | GK   | カタール     | サアド・アッ＝シーブ         |
| 2   | DF   | カタール     | ロー＝ロー                   |
| 3   | DF   | カタール     | アブドゥルカリーム・ハサン   |
| 4   | MF   | カタール     | アフマド・サヤール           |
| 5   | MF   | 大韓民国     | 鄭又榮 ★                     |
| 6   | DF   | カタール     | タレク・サルマン             |
| 7   | MF   | カタール     | モハメド・ワエド             |
| 8   | MF   | カタール     | アリー・アサダッラー         |
| 9   | MF   | カタール     | ユスフ・アブドゥリサグ       |
| 10  | MF   | カタール     | ハサン・アル＝ハイドゥース   |
| 11  | FW   | アルジェリア | バグダード・ブーンジャー ★   |
| 12  | MF   | カタール     | ロドリゴ・タバタ             |
| 13  | FW   | カタール     | アルドゥラー・アル＝ヤジディ |
| 14  | MF   | カタール     | ムスタファ・マシール         |
| 15  | FW   | カタール     | アクラム・アフィーフ         |
| 16  | MF   | カタール     | ブーアッラーム・フーヒー     |
| 17  | FW   | カタール     | ハッサン・パラン             |
| 18  | DF   | ブラジル     | ギリェルミ                   |
| 19  | MF   | スペイン     | サンティ・カソルラ ★         |
| 20  | MF   | カタール     | サレム・アル＝ハジリ         |
| 21  | DF   | カタール     | アブドゥルラフマン・ラシード |

| No. | Pos. |          | 選手名                                     |
| --- | ---- | -------- | ------------------------------------------ |
| 22  | GK   | カタール | マシャアル・バルシャム                     |
| 23  | FW   | カタール | ハシーム・アリ                             |
| 24  | FW   | ガーナ   | アンドレ・アイェウ ★                       |
| 25  | FW   | カタール | モハメッド・マスード・アル＝クライシ       |
| 26  | DF   | カタール | タラル・アブドゥラ・バフザド               |
| 27  | DF   | カタール | バハー・エリーシ                           |
| 28  | FW   | カタール | アフマド・モハメッド・アル＝サエド         |
| 31  | GK   | カタール | ユセフ・アブドゥラー                       |
| 33  | MF   | カタール | ハーティム・カマール                       |
| 36  | DF   | カタール | アブドゥルラフマン・マスード・アル＝ナイミ |
| 37  | DF   | カタール | アーメド・スハイル                         |
| 44  | MF   | カタール | マハディ・サレム                           |
| 47  | MF   | カタール | ファイサル・モハメド・アザディ             |
| 70  | DF   | カタール | ムサアブ・ホドル                           |
| 90  | GK   | カタール | イバニルド・ロドリゲス                     |
| 97  | MF   | カタール | アブドゥラ・マハディ                       |
| 99  | GK   | カタール | アブドゥラ・モハメッド・イブラヒム         |

※星印は外国人選手を示す。
監督
- フアン・マヌエル・リージョ

## 歴代監督
- ゼ・マリオ 1997
- ボラ・ミルティノビッチ 2004-2005
- ホルヘ・フォサッティ 2007, 2010-2012
- コー・アドリアーンセ 2007-2008
- エメルソン・レオン 2008
- コスミン・オラロイ 2009-2010
- フセイン・アモータ 2012-2015
- ジェズアウド・フェレイラ 2015-2019
- シャビ・エルナンデス 2019-2021
- ハビ・グラシア 2021-2022
- フアン・マヌエル・リージョ 2022-

## 歴代所属選手
- アベディ・ペレ 1983
- アリ・ダエイ 1996-1997
- ジョン・ウタカ 2001-2002
- タラール・アル＝ブルーシー 2002-2016
- アブドゥル・カデル・ケイタ 2002-2005, 2010-2012
- カリム・バゲリ 2002
- ロマーリオ 2003
- フランク・ルブーフ 2003-2005
- カルロス・テノリオ 2003-2009
- ホセイン・カエビ 2004-2005
- ハルファン・イブラヒム 2004-2017
- ヴィクトル・イクペバ 2005
- フセイン・ヤセル 2005
- エメルソン 2005-2007, 2007-2009
- ハリファ・アイル 2005-2009
- イブラヒーム・マージド 2005-
- マウロ・サラテ 2007-2008

- ハサン・アル＝ハイドゥース 2007-
- グラウ 2008-2009
- パスカル・ファンドゥーノ 2008-2010
- レアンドロ 2009-2011,2013-2014
- アフォンソ・アウヴェス 2009-2010
- イスマイル・マタル 2009
- クインシー・オウス＝アベイエ 2010
- アブドゥル・カデル・ケイタ 2010-2012
- ナディル・ベルハジ 2010-2016
- 李正秀 2010-2015
- ママドゥ・ニアン 2011-2014
- アブドゥルカリーム・ハサン 2011-
- ラウル・ゴンサレス[12] 2012-2014
- ユニス・マフムード 2012-2013
- ロドリゴ・タバタ 2014
- シャビ・エルナンデス 2015-2019
- ガビ 2018-2020
- アンドレ・アイェウ 2021-